# Pinakiolite
La pinakiolite è un minerale.